# Ray Sims
Ray C. Sims (* 18. Januar 1921 in Wichita, Kansas; † 2000) war ein US-amerikanischer Jazz-Posaunist (auch Gesang) des Swing.
Er war der Bruder von Zoot Sims. Er spielte zunächst bei Jerry Wald, bei Bobby Sherwood, 1947 bei Benny Goodman und 1949 bis 1958 im Orchester von Les Brown, in dem er Solist war. Danach war er bei Harry James.
Er nahm 1955 mit Les Brown (auch Gesang), mit Bill Johnson, Benny Goodman und Harry James sowie mit Frank Sinatra unter anderem It’s a Lonesome Old Town auf.

## Lexikalischer Eintrag
- Carlo Bohländer, Karl Heinz Holler, Christian Pfarr: Reclams Jazzführer. 3., neubearbeitete und erweiterte Auflage. Reclam, Stuttgart 1989, ISBN 3-15-010355-X.